# Scapulaseius maigsius
Scapulaseius maigsius är en spindeldjursart som först beskrevs av Schicha och Corpuz-Raros 1992.  Scapulaseius maigsius ingår i släktet Scapulaseius och familjen Phytoseiidae. Inga underarter finns listade i Catalogue of Life.